# Macy's Day Parade
Pour les articles homonymes, voir Macy's (homonymie).
Singles de Green Day
Waiting
(2001) I Fought the Law
(2004)
Macy's Day Parade est une chanson du groupe punk américain Green Day. C'est la dernière chanson et le quatrième single extrait de leur sixième album, Warning:, paru en 2000. La chanson est sortie en vidéoclip en 2001.